# Rodnîkivka, Babanka
Rodnîkivka (în ucraineană Родниківка) este o comună în raionul Babanka, regiunea Cerkasî, Ucraina, formată numai din satul de reședință.

## Demografie
Componența lingvistică a comunei Rodnîkivka
     Ucraineană (96,07%)
     Rusă (3,49%)
     Alte limbi (0,33%)
Conform recensământului din 2001, majoritatea populației comunei Rodnîkivka era vorbitoare de ucraineană (96,07%), existând în minoritate și vorbitori de rusă (3,49%).

## Legături externe
- pl Wójtówka (2), wieś rządowa nad bezimiennym ruczajem, powiat humański în Dicționarul geografic al Regatului Poloniei și al altor țări slave, volum XIII (Warmbrun — Worowo) 1893